# Max Bennett (musicien)
Pour les articles homonymes, voir Max Bennett (homonymie) et Bennett.
Max Bennett, né le 24 mai 1928 à Des Moines (Iowa) et mort le 14 septembre 2018 à San Clemente (Californie), est un contrebassiste et bassiste américain de jazz. Dans les années 1950, il participe au mouvement du jazz West Coast.

## Biographie
Après 1955, Max Bennett joue régulièrement au Lighthouse Café de Hermosa Beach. Dans les années 1950 à 1970, il accompagne plusieurs chanteuses de jazz de renom, notamment Peggy Lee, Ella Fitzgerald, Joni Mitchell et Joan Baez. Il participe également à des sessions en studio pour de nombreux musiciens et groupes comme les Crusaders.
Il a enregistré plusieurs albums sous son propre nom, joué de la basse pour les Monkees et The Partridge Family, ainsi qu'en accompagnement de Frank Zappa. Il a également été membre fondateur du L.A. Express mené par le saxophoniste Tom Scott.

## Discographie partielle

### Comme leader
- 1957 : Max Bennett, Bethlehem Records BCP-48
- 1957 : Max Bennett Plays, Bethlehem Records

### Comme sideman
- 1955 : Bobby Scott : The Compositions of Bobby Scott, Bethlehem Records BCP-8
- 1957 : Jack Montrose Quintet : Blues and Vanilla, RCA Records LPM-1451
- 1976 : Joni Mitchell : Hejira, Asylum Records AS 53 053

### Sources
- (en-US) Courte biographie sur le site Allmusic.com
- (en-US) Article sur la carrière de Max Bennett, Los Angeles Times, 30 novembre 1991